# Marc Noé
Pour les articles homonymes, voir Noé.
Marc Noé, né le 15 juin 1953 à Paris et mort le 26 mai 2019 à Boisse (Dordogne), est un athlète et homme politique français, spécialiste du saut en hauteur et du 110 mètres haies.

## Carrière

### Palmarès sportif
Licencié à l'Entente sportive de Montgeron (ESM), Marc Noé établit en 1969 la meilleure performance mondiale cadet en saut en hauteur, en saut ventral, soit 2,05 mètres. Il remporte plusieurs titres de champion de France FFA et ASSU de 1967 à 1972 en saut en hauteur et 110 m haies. Une blessure au genou gauche le contraint à abandonner prématurément la discipline du saut.
En 1972, il devient recordman d'Europe juniors en salle sur 60 m haies (7 s 7) et recordman d'Europe juniors sur 110 m haies (13 s 6). La même année, il est également champion de France seniors en salle sur 50 m haies, 5e aux Championnats d'Europe d'athlétisme en salle de Grenoble et réalise la 5e meilleure performance mondiale sur 110 m haies.

### Engagement politique
Ancien militant du Parti des forces nouvelles, Marc Noé est ensuite maire de Soignolles-en-Brie (1989-1995) et conseiller général du canton de Brie-Comte-Robert (1994-2001) sous les couleurs du Rassemblement pour la République.

## Distinction
En 1987, le ministre Christian Bergelin lui décerne la médaille d'or de la Jeunesse et des Sports[réf. nécessaire]. 